# Mouzens, Dordogne
Mouzens är en kommun i departementet Dordogne i regionen Nouvelle-Aquitaine i sydvästra Frankrike. Kommunen ligger i kantonen Saint-Cyprien som tillhör arrondissementet Sarlat-la-Canéda. År 2017 hade Mouzens 233 invånare.

## Befolkningsutveckling
Antalet invånare i kommunen Mouzens
Referens:INSEE